# Derrumbes (canción)
"Derrumbes" es una canción original del compositor nicaragüense Octavio Latino Acuña, grabada por primera vez por el intérprete costarricense Memo Neyra en 1976.
Aunque normalmente la autoría es atribuida a Neyra, es Latino quien compuso la canción a ritmo de bolero a partir de su propia vivencia y experiencia personal.
"Derrumbes" es una canción que ha sido incorporada al reportorio musical de muchos intérpretes y grupos musicales de habla española, y pueden encontrarse versiones en ritmo de bolero, salsa, cumbia, bachata y Tex-mex.
Es la composición más afamada de Octavio Latino, debido en parte al notable éxito y difusión que alcanzó en los países de Centroamérica la grabación de Memo Neyra.
"Como nace la canción" 
Según Octavio Latino, en una cuartería (lugar de renta de apartamentos / cuartos) vivía una pareja, el hombre deja a la mujer con sus hijos por una mujer más joven y bonita según relata. La vida le paga mal al hombre por su karma y aquella mujer bonita lo deja diciéndole "si has dejado a tu mujer e hijos por mi después de años eres capaz de todo. " yo también te dejó", dando media vuelta yéndose. 
Así el hombre regresa donde la madre de sus hijos todo "amuinado" (triste) pidiendo perdón a su mujer. Ésta le dice el "puesto que dejaste esta ocupado, se ha vuelto a enamorar mi corazón no debes de culparme si he cambiado, tu fuiste el primero que cambió "
Originalmente la letra era en dueto, sin embargo; por razones de su autor se decidió hacerla monologa la letra.

## Interpretaciones
- Memo Neyra a quien cabe el honor de ser el primer y original intérprete de "Derrumbes".[2]
- Tito Cortés colombiano quien nos legó una magistral interpretación muy llena de sentimiento.
- Salvador Sosa de Michoacán, México conocido como Salvador's.
- El Korita González y Su Banda de México, durante su fase de solista en 1995. A la fecha Korita González es el vocalista de la Banda R-15.
- Charlie Zaa a quien debe reconocérsele que ubicó nuevamente a "Derrumbes" en el panorama musical latinoamericano con una interpretación muy propia.
- Banda Pelillos de México.
- Amigables del Norte de México.
- Grupo La Apuesta.
- Compa Rivas "El Centauro" de México.
- Mauricio Riguero "El Coronel" de Nicaragua.
- Julián Darío y su Vino Tinto de Tepic Nayarit, México.
- Los Fiscales Del Norte

## Controversia con Zaa
Charlie Zaa durante el programa Sábado Gigante omitió el nombre del verdadero compositor de "Derrumbes":

"Hace unos cuatro años recuerdo que en el programa Sábado Gigante que conduce Don Francisco, se apareció Charlie Zaa, interpretando el tema «Derrumbes». Al escuchar la canción el conductor preguntó a Zaa: '¿Esa canción es de tu autoría?', a lo que el joven intérprete respondió de forma irresponsable: «'No, Don Francisco, fíjese que esta bonita canción es de un autor mexicano'».

Pero eso no es nada, meses después este mismo cantante al llegar a la República de México y al ser abordado sobre el mismo tema dijo: 
"Derrumbes'» es una de las canciones que más gusta a mis fans y es una de las más solicitada en mis presentaciones, pero no sé quién es el verdadero autor de este bello poema."
Es probable que Zaa escuchó en su natal Colombia, quizás cantada por su padre, la versión de su compatriota Tito Cortés, la cual fue muy difundida.